# أريغارون خراساني
أريغارون خراساني (الاسم العلمي: Erigeron khorossanicus) هو نوع من النباتات يتبع جنس الأريغارون من الفصيلة النجمية.